# Вілінаяді-01
Грама Ніладхарі Вілінаяді-01 (№ 79C) — Грама Ніладхарі підрозділу ОС Саммантурай, округ Ампара, Східна провінція, Шрі-Ланка.

## Демографія
| Населення (2007) | Населення (2007) | Населення (2007) | Населення (2007) | Населення (2007) |
| Населення        | Чоловіки         | Жінки            | Діти             | Дорослі          |
| ---------------- | ---------------- | ---------------- | ---------------- | ---------------- |
| 1738             | 824              | 914              | 732              | 1006             |